# Jaap Koopmans
Jaap Koopmans, (Amsterdam, 29 juni 1933 – Rotterdam, 24 november 1996) was journalist, dichter en romancier.
Als dichter heeft hij weinig gepubliceerd. Niettemin ontving hij in 1988 in Rotterdam de Anna Blaman aanmoedigingsprijs voor zijn poëzie, voornamelijk gepubliceerd in het Dordts literair tijdschrift De Fontijne. Bij die gelegenheid is een bibliofiele uitgave van een aantal van zijn gedichten gepubliceerd door uitgeverij Bébèrt te Rotterdam. Later zijn enkele gedichten van hem opgenomen in bloemlezingen met Rotterdamse gedichten.
Koopmans was eerst en vooral journalist, langdurig bij het voormalige Vrije Volk en later bij de kunstredactie van het Rotterdams Nieuwsblad en het Rotterdams Dagblad. Hij heeft in de jaren zestig echter ook drie romans gepubliceerd bij J.M. Meulenhoff: Doodslaan op donderdag, Tien vogels in de lucht en Blote Vingers. Ook heeft hij in die tijd een lp gemaakt met eigen teksten en composities onder de titel Of zeg ik soms te veel, uitgegeven door Bovema. Twee van zijn teksten, te weten De dominee van Amersfoort (B-kant Kinderballade) en Het Amsterdamse Bos zijn op lp en later op cd verschenen, gezongen door Boudewijn de Groot. Ook Jasperina de Jong heeft zijn liedteksten gebruikt. 
Het copyright van zijn werk berust bij zijn weduwe.
- International Standard Name Identifier: 0000 0003 9784 5589
- MusicBrainz: 7c8ec997-dbc2-4867-a7a7-b8c3e927262f
- Nederlandse Thesaurus van Auteursnamen: 071439862
- Virtual International Authority File: 306165574
- WorldCat: E39PBJgRPpmfDQ3mDFBR7QgqcP